# فريد أكوفو
فريد أكوفو (بالإنجليزية: Fred Akuffo)‏ (و. 1937 – 1979 م) هو سياسي، وعسكري محترف من غانا .

## التعليم
تعلم في أكاديمية ساندهيرست العسكرية الملكية.

## روابط خارجية
- فريد أكوفو على موقع الموسوعة البريطانية (الإنجليزية)
- فريد أكوفو على موقع مونزينجر (الألمانية)